# ツリサラグモ
ツリサラグモ Neolinyphia japonica Oi 1960 はサラグモ科のクモ。受け皿型の皿網を張り、その上面に定位する。

## 特徴
体長は雌雄共に2.8-3.5mm。頭胸部はほぼ黄褐色から茶褐色で、頭部は色が濃くなっている。歩脚も頭胸部とほぼ同色。腹部は楕円形で茶褐色、不明瞭な斑紋がある。斑紋の中では、中央が色濃く、両側縁沿いに白い斜めになった棒状班が並んでいるのがやや目を引く。腹部下面ではV字状の白斑と、出糸突起の回りに黒い環状の斑紋がある。

## 分布と生息環境
日本では本州・四国・九州に分布。国外ではロシア極東地域・中国・韓国から知られる。
日本では里山から山地まで、林道や渓流沿いの樹木の枝葉間や枯れ枝、草の間などに網を張る。

## 生態など
成体は5-8月に見られる。中央が下向きにくぼんだ皿状のシートからなる、上向きの皿網（ハンモック網）を作る。網の径は5-7cm、深さ2.5-4cmで、このタイプとしては深い皿状である。クモは皿状のシートの上面に、背面を上に向けて定位する。これはサラグモ類では異例で、サラグモ科の張る受け皿、伏せ皿、シート網に対して、その裏面に腹面を上に向け、ぶら下がる姿勢を取るのが通例である。これはコガネグモ上科を通じてもこれが普通で、水平な網面の上にクモが定位する例はごく少ない。

## 分類
本種はツリサラグモ属のタイプ種である。日本では同属のものとしては他にクスミサラグモ・ハンモックサラグモ・ムネグロサラグモの3種があり、いずれも形態や斑紋もよく似ており、張る網も受け皿で似ている。ただ、シートの上面に定位するのはこの種だけである。また、腹部側面に白い棒状班が並ぶのもやや目立つ特徴である。